# Sean B. Carroll

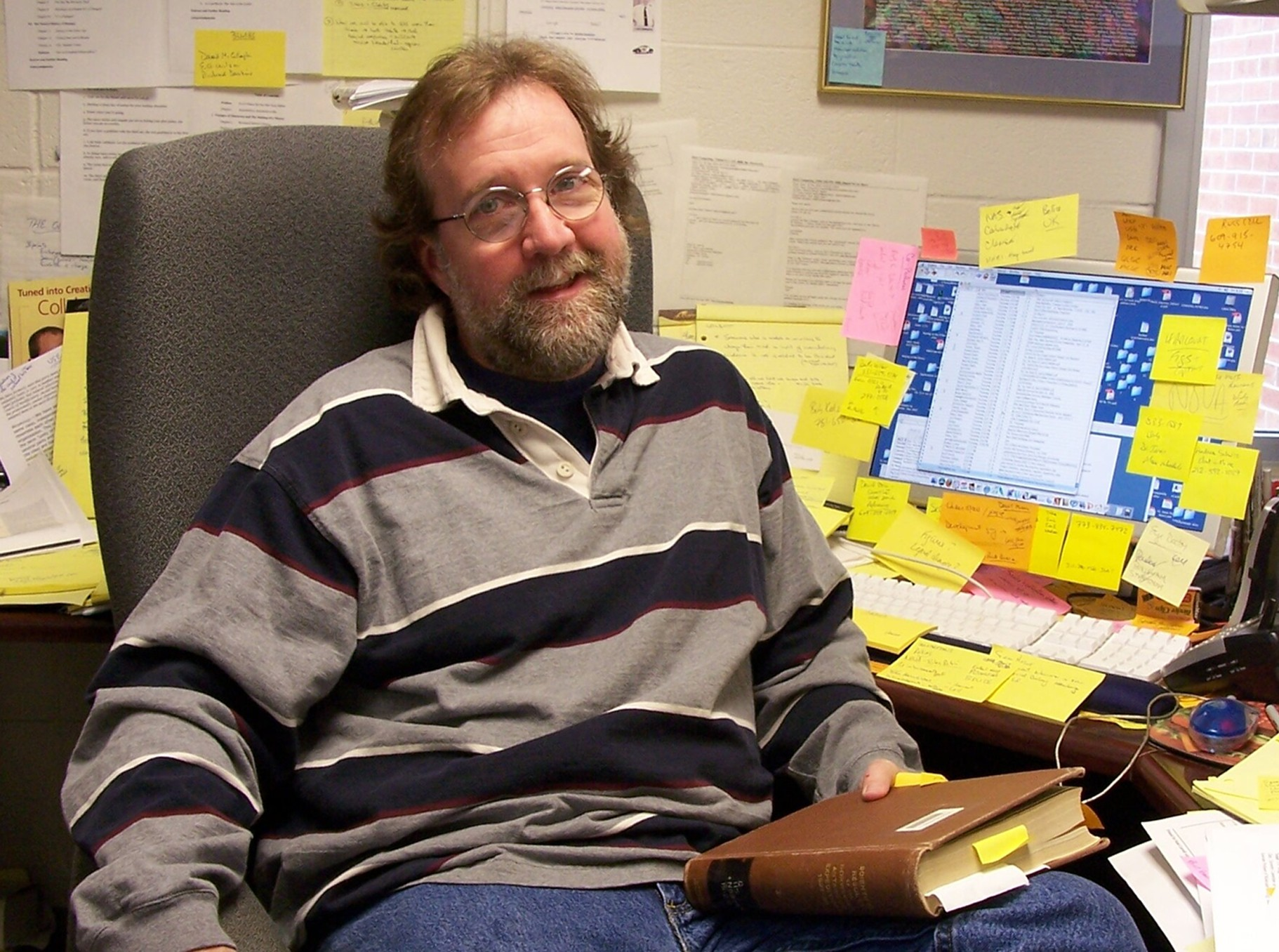
Sean B. Carroll

Sean Brendan Carroll (* 17. September 1960 in Toledo, Ohio) ist ein US-amerikanischer Molekularbiologe, Genetiker, Entwicklungsbiologe und Evolutionsbiologe.

## Leben
Carroll erhielt seinen Bachelor-Abschluss an der University of Washington und wurde an der Tufts University promoviert. Sein Dissertationsthema aus dem Jahre 1983 trug den Titel Immunological Analysis of Eukaryotic RNA Polymeraes II: Structure, Function and Evolution. Er ist Professor für Molekularbiologie, Medizinische Genetik und Genetik an der University of Wisconsin-Madison und er forschte seit 1990 am Howard Hughes Medical Institute (HHMI).
Carroll forscht über die Gene, die in der Entwicklungsbiologie den Aufbau des Körpers von Tieren steuern (wobei er Drosophila als Modell benutzt), und ihre Veränderung in der Evolution. Das Gebiet wird als evolutionäre Entwicklungsbiologie bezeichnet (Evo-Devo). Er verfasste darüber auch populärwissenschaftliche Bücher und hat eine Kolumne Remarkable Creatures bei der New York Times. 2010 wurde er Vizepräsident für Wissenschaftspädagogik am HHMI. Er schrieb auch eine Doppel-Biographie von Jacques Monod und Albert Camus (Brave Genius).
2012 erhielt er die Benjamin Franklin Medal und er erhielt den Presidential Young Investigator Award der National Science Foundation. Er ist Mitglied der National Academy of Sciences, der American Academy of Arts and Sciences, der American Philosophical Society und der American Association for the Advancement of Science. Für seine populärwissenschaftlichen Beiträge erhielt er den Stephen Jay Gould Prize der Society for the Study of Evolution, den Distinguished Service Award der National Association of Biology Teachers und den Viktor Hamburger Outstanding Educator Award der Society for Developmental Biology. 2009 wurde er Ehrendoktor der University of Minnesota. 2009 erhielt er die Alexander-Kowalewski-Medaille und 2016 den Lewis Thomas Prize.

## Schriften
- mit Jennifer Grenier, Scott Weatherbee: From DNA to Diversity: Molecular Genetics and the Evolution of Animal Design. 2. Auflage, Blackwell Scientific, 2005.
- mit Anthony Griffiths, Susan Wessler, John Doebley: Introduction to Genetic Analysis. 10. Auflage, Freeman, 2011.
- Endless Forms Most Beautiful: The New Science of Evo Devo and the Making of the Animal Kingdom. Norton, 2005.
  - Deutsche Ausgabe: Evo-Devo – Das neue Bild der Evolution. Berlin 2008.
- The Making of the Fittest: DNA and the Ultimate Forensic Record of Evolution. Norton, 2006.
- Into the Jungle: Great Adventures in the Search for Evolution. Pearson, Benjamin Cummings, 2008.
- Remarkable Creatures: Epic Adventures in the Search for the Origin of Species. Houghton Mifflin Harcourt, 2009.
- Brave Genius: A Scientist, a Philosopher, and Their Daring Adventures from the French Resistance to the Nobel Prize. Crown, 2013.
- The Serengeti Rules. Princeton University Press, 2017.

Einige Aufsätze:
- N. Gompel, B. Prud’homme, P. J. Wittkopp, V. A. Kassner: Chance caught on the wing: cis-regulatory evolution and the origin of pigment patterns in Drosophila. Nature, Band 433, 2005, S. 481–487.
- Evolution at two levels: on genes and form. PLoS Biology, 3, 2005, S. 1159.
- mit C. T. Hittinger, A. Rokas: Parallel inactivation of multiple GAL pathway genes and ecological diversification in yeasts. Proc. Nat. Acad. USA, Band 101, 2004, S. 14144–14149.
- mit N. Gompel: Genetic mechanisms and constraints governing the evolution of correlated traits in drosophilid flies. Nature, Band 424, 2003, S. 931–935.